# Championnat de Russie de football 2011-2012
Navigation
Édition précédente Édition suivante
CSKA Moscou
Dynamo Moscou
Lokomotiv Moscou
Spartak Moscou
La saison 2011-2012 de Premier-Liga est la vingtième édition de la première division russe. Cette saison est marquée par le passage d'un championnat d'été, entre mars et novembre, à un championnat d'hiver, entre août et mai. Ainsi cette édition du championnat dure quinze mois au lieu des neuf habituels, débutant le 12 mars 2011 pour se conclure le 13 mai 2012.
Les seize meilleurs clubs du pays sont dans un premier temps regroupés au sein d'une poule unique où ils s'affrontent à deux reprises, à domicile et à l'extérieur, pour un total de 240 matchs, trente chacun. Par la suite, ils sont divisés en deux groupes de huit en fonction de leur classement à l'issue de la première phase, les huit premiers intégrant la poule de championnat, permettant de déterminer le vainqueur du championnat ainsi que les qualifications aux différentes compétitions européennes, tandis que les huit derniers sont inclus dans la poule de relégation déterminant les relégués et les participants aux barrages de relégation.
En fin de saison, le premier au classement est sacré champion de Russie et se qualifie directement pour la phase de groupes de la Ligue des champions 2012-2013, accompagné par son dauphin qui obtient une place dans le troisième tour de qualification de la compétition. Le vainqueur de la Coupe de Russie 2011-2012 est quant à lui qualifié pour la phase de groupes de la Ligue Europa 2012-2013, de même pour le troisième du championnat, tandis que le quatrième et le cinquième se qualifient respectivement pour le troisième et le deuxième tour de qualification de la compétition. La distribution des places de Ligue Europa peut être modifiée en fonction du vainqueur de la Coupe si celui-ci est déjà qualifié pour une compétition européenne par le biais du championnat. Dans le même temps, les deux derniers du classement à l'issue de la deuxième phase sont relégués en deuxième division tandis que le treizième et le quatorzième doivent disputer un barrage de relégation face au troisième et au quatrième de cette même division.
Elle voit le Zénith Saint-Pétersbourg, champion en titre, conserver sa couronne et remporter son troisième titre à l'issue de la saison en terminant premier avec une large avance de treize points sur son dauphin le Spartak Moscou, les deux se qualifiant pour la Ligue des champions tandis que le CSKA Moscou, qui complète le podium à la troisième place, prend part à la Ligue Europa. Ce dernier est accompagné du Rubin Kazan, vainqueur de la coupe de Russie ayant fini sixième du championnat, ainsi que du Dynamo Moscou et de l'Anji Makhatchkala, respectivement cinquième et sixième à l'issue de la saison. À l'autre bout du classement, dans la poule de relégation, le Spartak Naltchik termine dernier avec trente-quatre points et est relégué en deuxième division, il est accompagné par l'avant-dernier Tom Tomsk, tandis que les barragistes Rostov et le Volga Nijni Novgorod remportent leurs barrages respectifs et se maintiennent en première division.
Le meilleur buteur de la compétition est l'Ivoirien Seydou Doumbia du CSKA Moscou avec un total de vingt-huit buts inscrits tandis qu'Aleksandr Samedov du Dynamo Moscou est élu meilleur passeur avec quinze passes décisives.

## Clubs participants
Un total de seize équipes participent au championnat, treize d'entre elles étant déjà présentes la saison précédente, auxquelles s'ajoutent trois promus de deuxième division que sont le FK Krasnodar, le Kouban Krasnodar et le Volga Nijni Novgorod qui remplacent les relégués de la saison précédente qui sont l'Alania Vladikavkaz, le Saturn Ramenskoïe et le Sibir Novossibirsk.
Parmi ces clubs, cinq d'entre eux n'ont jamais quitté le championnat depuis sa fondation en 1992 : les quatre équipes moscovites du CSKA, du Dynamo du Lokomotiv et du Spartak, ainsi que le Krylia Sovetov Samara. En dehors de ceux-là, le Zénith Saint-Pétersbourg évolue continuellement dans l'élite depuis 1996 tandis que le Rubin Kazan (2003), l'Amkar Perm (2004), Tom Tomsk (2005) et le Spartak Naltchik (2006) sont présents depuis plus de cinq saisons.
La pré-saison est marquée par la rétrogradation administrative du Saturn Ramenskoïe, dixième la saison précédente, qui se retire de la compétition en janvier 2011 en raison d'une dette élevée. Il est remplacé par le FK Krasnodar, cinquième de deuxième division. L'Amkar Perm fait également une demande de retrait volontaire de la compétition en décembre 2010 pour des raisons de dettes, qu'il retire finalement le mois suivant.
Légende des couleurs
- Phase de groupes de la Ligue des champions 2011-2012
- Troisième tour de qualification de la Ligue des champions 2011-2012
- Barrages de la Ligue Europa 2011-2012
- Troisième tour de qualification de la Ligue Europa 2011-2012
- Promu de deuxième division

| Club                     | Présent depuis | Classement 2010 | Entraîneur                     | Stade            | Capacité |
| ------------------------ | -------------- | --------------- | ------------------------------ | ---------------- | -------- |
| Zénith Saint-Pétersbourg | 1996           | 1er             | Luciano Spalletti              | Stade Petrovski  | 21 570   |
| CSKA Moscou              | 1992           | 2e              | Leonid Sloutski                | Stade Loujniki   | 78 360   |
| Rubin Kazan              | 2003           | 3e              | Kurban Berdyev                 | Stade central    | 27 434   |
| Spartak Moscou           | 1992           | 4e              | Valeri Karpine                 | Stade Loujniki   | 78 360   |
| Lokomotiv Moscou         | 1992           | 5e              | José Couceiro                  | Stade Lokomotiv  | 28 810   |
| Spartak Naltchik         | 2006           | 6e              | Timour Chipchev (en) (intérim) | Stade Spartak    | 14 194   |
| Dynamo Moscou            | 1992           | 7e              | Sergueï Silkine (en)           | Arena Khimki     | 20 000   |
| Tom Tomsk                | 2005           | 8e              | Sergueï Perednia               | Stade Troud      | 14 950   |
| FK Rostov                | 2009           | 9e              | Anatoli Baïdatchnyi            | Olimp-2          | 15 842   |
| Anji Makhatchkala        | 2010           | 11e             | Guus Hiddink                   | Stade Dinamo     | 16 863   |
| Terek Grozny             | 2008           | 12e             | Stanislav Tchertchessov        | Stade Terek      | 30 000   |
| Krylia Sovetov Samara    | 1992           | 13e             | Andreï Kobelev                 | Stade Metallourg | 33 001   |
| Amkar Perm               | 2004           | 14e             | Miodrag Božović                | Stade Zvezda     | 19 500   |
| Kouban Krasnodar         | 2011           | 1er (D2)        | Dan Petrescu                   | Stade Kouban     | 35 200   |
| Volga Nijni Novgorod     | 2011           | 2e (D2)         | Dmitri Cheryshev               | Stade Lokomotiv  | 17 856   |
| FK Krasnodar             | 2011           | 5e (D2)         | Slavoljub Muslin               | Stade Kouban     | 35 200   |

1. 1 2 3 4 5  N'est ici comptée que la période depuis la fondation du championnat russe en 1992, indépendamment de l'éventuelle présence dans l'ancien championnat soviétique dont il est le successeur.

### Changements d'entraîneur
| Club                  | Entraîneur partant         | Motif du départ     | Date de départ    | Position   | Entraîneur arrivant            | Date d'arrivée    |
| --------------------- | -------------------------- | ------------------- | ----------------- | ---------- | ------------------------------ | ----------------- |
| FK Krasnodar          | Sergueï Tachouïev          | Consentement mutuel | 7 novembre 2010   | Pré-saison | Slavoljub Muslin               | 28 décembre 2010  |
| Spartak Naltchik      | Iouri Krasnojan            | Fin de contrat      | 29 novembre 2010  | Pré-saison | Vladimir Echtrekov (en)        | 3 décembre 2010   |
| Lokomotiv Moscou      | Iouri Siomine              | Renvoi              | 1er décembre 2010 | Pré-saison | Iouri Krasnojan                | 14 décembre 2010  |
| Terek Grozny          | Anatoli Baïdatchnyi        | Fin de contrat      | 22 décembre 2010  | Pré-saison | Víctor Muñoz                   | 22 décembre 2010  |
| Terek Grozny          | Víctor Muñoz               | Consentement mutuel | 15 janvier 2011   | Pré-saison | Ruud Gullit                    | 18 janvier 2011   |
| Dynamo Moscou         | Miodrag Božović            | Consentement mutuel | 21 avril 2011     | 9e         | Sergueï Silkine (en)           | 21 avril 2011     |
| FK Rostov             | Oleh Protasov              | Démission           | 13 mai 2011       | 12e        | Vladimir Lioutyi (intérim)     | 13 mai 2011       |
| Lokomotiv Moscou      | Iouri Krasnojan            | Renvoi              | 6 juin 2011       | 5e         | Vladimir Maminov (intérim)     | 7 juin 2011       |
| Terek Grozny          | Ruud Gullit                | Renvoi              | 14 juin 2011      | 14e        | Issa Baïtiev (intérim)         | 15 juin 2011      |
| Spartak Naltchik      | Vladimir Echtrekov (en)    | Renvoi              | 15 juin 2011      | 16e        | Sergueï Tachouïev              | 16 juin 2011      |
| Volga Nijni Novgorod  | Omari Tetradze             | Renvoi              | 16 juin 2011      | 12e        | Dmitri Cheryshev               | 16 juin 2011      |
| FK Rostov             | Vladimir Lioutyi (intérim) | Renvoi              | 20 juin 2011      | 14e        | Andreï Talalaïev (intérim)     | 20 juin 2011      |
| Krylia Sovetov Samara | Aleksandr Tarkhanov        | Renvoi              | 28 juin 2011      | 16e        | Andreï Kobelev                 | 30 juin 2011      |
| FK Rostov             | Andreï Talalaïev (intérim) | Fin de l'intérim    | 1er juillet 2011  | 14e        | Sergueï Balakhnine (en)        | 1er juillet 2011  |
| Lokomotiv Moscou      | Vladimir Maminov (intérim) | Fin de l'intérim    | 1er juillet 2011  | 8e         | José Couceiro                  | 1er juillet 2011  |
| Tom Tomsk             | Valeri Nepomniachi         | Démission           | 19 septembre 2011 | 14e        | Sergueï Perednia               | 27 septembre 2011 |
| Terek Grozny          | Issa Baïtiev (intérim)     | Fin de l'intérim    | 27 septembre 2011 | 11e        | Stanislav Tchertchessov        | 27 septembre 2011 |
| Amkar Perm            | Rashid Rahimov             | Renvoi              | 27 septembre 2011 | 13e        | Miodrag Božović                | 29 septembre 2011 |
| Anji Makhatchkala     | Gadji Gadjiev              | Renvoi              | 29 septembre 2011 | 8e         | Andreï Gordeïev (intérim)      | 29 septembre 2011 |
| Anji Makhatchkala     | Andreï Gordeïev (intérim)  | Fin de l'intérim    | 27 décembre 2011  | 8e         | Iouri Krasnojan                | 27 décembre 2011  |
| Anji Makhatchkala     | Iouri Krasnojan            | Démission           | 13 février 2012   | 8e         | Guus Hiddink                   | 17 février 2012   |
| Spartak Naltchik      | Sergueï Tachouïev          | Démission           | 7 avril 2012      | 16e        | Timour Chipchev (en) (intérim) | 7 avril 2012      |
| FK Rostov             | Sergueï Balakhnine (en)    | Renvoi              | 18 avril 2012     | 12e        | Anatoli Baïdatchnyi            | 18 avril 2012     |

## Première phase

### Règlement
Le classement est établi sur le barème classique de points (victoire à 3 points, match nul à 1, défaite à 0).
Pour départager les équipes à égalité de points, on utilise les critères suivants :
1. Le nombre de matchs gagnés.
2. Les confrontations directes (Points, Matchs gagnés, Différence de buts, Buts marqués, Buts marqués à l'extérieur).
3. Différence de buts générale.
4. Buts marqués (général).
5. Buts marqués à l'extérieur (général).
6. Position dans le championnat précédent ou match d'appui.

### Classement
| \| Rang \| Équipe \| Pts \| J \| G \| N \| P \| Bp \| Bc \| Diff \| \| ---- \| -------------------------- \| --- \| -- \| -- \| -- \| -- \| -- \| -- \| ---- \| \| 1 \| Zénith Saint-Pétersbourg T \| 61 \| 30 \| 17 \| 10 \| 3 \| 59 \| 25 \| +34 \| \| 2 \| CSKA Moscou \| 59 \| 30 \| 16 \| 11 \| 3 \| 58 \| 29 \| +29 \| \| 3 \| Dynamo Moscou \| 55 \| 30 \| 16 \| 7 \| 7 \| 51 \| 30 \| +21 \| \| 4 \| Spartak Moscou \| 53 \| 30 \| 15 \| 8 \| 7 \| 48 \| 33 \| +15 \| \| 5 \| Lokomotiv Moscou \| 53 \| 30 \| 15 \| 8 \| 7 \| 49 \| 30 \| +19 \| \| 6 \| Kouban Krasnodar P \| 49 \| 30 \| 14 \| 7 \| 9 \| 38 \| 27 \| +11 \| \| 7 \| Rubin Kazan \| 49 \| 30 \| 13 \| 10 \| 7 \| 40 \| 27 \| +13 \| \| 8 \| Anji Makhachkala \| 48 \| 30 \| 13 \| 9 \| 8 \| 38 \| 32 \| +6 \| \| 9 \| FK Krasnodar P \| 38 \| 30 \| 10 \| 8 \| 12 \| 38 \| 43 \| -5 \| \| 10 \| FK Rostov \| 32 \| 30 \| 8 \| 8 \| 14 \| 31 \| 45 \| -14 \| \| 11 \| Terek Grozny \| 31 \| 30 \| 8 \| 7 \| 15 \| 29 \| 45 \| -16 \| \| 12 \| Volga Nijni Novgorod P \| 28 \| 30 \| 8 \| 4 \| 18 \| 24 \| 40 \| -16 \| \| 13 \| Amkar Perm \| 27 \| 30 \| 6 \| 9 \| 15 \| 20 \| 39 \| -19 \| \| 14 \| Krylia Sovetov Samara \| 27 \| 30 \| 6 \| 9 \| 15 \| 21 \| 43 \| -22 \| \| 15 \| Spartak Naltchik \| 24 \| 30 \| 5 \| 9 \| 16 \| 23 \| 40 \| -17 \| \| 16 \| Tom Tomsk \| 20 \| 30 \| 4 \| 8 \| 18 \| 19 \| 58 \| -39 \| | Promotions et relégations - Groupe championnat - Groupe relégation Abréviations T : Tenant du titre P : Promu de deuxième division |     |    |    |    |    |    |    |      |
| Rang | Équipe | Pts | J  | G  | N  | P  | Bp | Bc | Diff |
| 1 | Zénith Saint-Pétersbourg T | 61  | 30 | 17 | 10 | 3  | 59 | 25 | +34  |
| 2 | CSKA Moscou | 59  | 30 | 16 | 11 | 3  | 58 | 29 | +29  |
| 3 | Dynamo Moscou | 55  | 30 | 16 | 7  | 7  | 51 | 30 | +21  |
| 4 | Spartak Moscou | 53  | 30 | 15 | 8  | 7  | 48 | 33 | +15  |
| 5 | Lokomotiv Moscou | 53  | 30 | 15 | 8  | 7  | 49 | 30 | +19  |
| 6 | Kouban Krasnodar P | 49  | 30 | 14 | 7  | 9  | 38 | 27 | +11  |
| 7 | Rubin Kazan | 49  | 30 | 13 | 10 | 7  | 40 | 27 | +13  |
| 8 | Anji Makhachkala | 48  | 30 | 13 | 9  | 8  | 38 | 32 | +6   |
| 9 | FK Krasnodar P | 38  | 30 | 10 | 8  | 12 | 38 | 43 | -5   |
| 10 | FK Rostov | 32  | 30 | 8  | 8  | 14 | 31 | 45 | -14  |
| 11 | Terek Grozny | 31  | 30 | 8  | 7  | 15 | 29 | 45 | -16  |
| 12 | Volga Nijni Novgorod P | 28  | 30 | 8  | 4  | 18 | 24 | 40 | -16  |
| 13 | Amkar Perm | 27  | 30 | 6  | 9  | 15 | 20 | 39 | -19  |
| 14 | Krylia Sovetov Samara | 27  | 30 | 6  | 9  | 15 | 21 | 43 | -22  |
| 15 | Spartak Naltchik | 24  | 30 | 5  | 9  | 16 | 23 | 40 | -17  |
| 16 | Tom Tomsk | 20  | 30 | 4  | 8  | 18 | 19 | 58 | -39  |

### Résultats
| Résultats (▼dom., ►ext.)                                   | Amk | Anj | Csk | Dyn | FKK | Kry | Kou | Lok | Ros | Rub | SpM | SpN | Ter | Tom | VNN | Zén |
| Amkar Perm                                                 |     | 0-0 | 0-2 | 0-0 | 0-2 | 1-1 | 3-1 | 1-0 | 0-1 | 1-1 | 0-1 | 1-0 | 1-0 | 1-2 | 1-0 | 1-3 |
| Anji Makhatchkala                                          | 2-1 |     | 3-5 | 2-1 | 0-0 | 3-1 | 0-0 | 0-1 | 1-0 | 1-0 | 2-1 | 2-0 | 2-2 | 2-0 | 2-1 | 0-1 |
| CSKA Moscou                                                | 2-0 | 3-0 |     | 0-4 | 1-1 | 2-1 | 1-1 | 3-1 | 2-1 | 2-0 | 0-1 | 4-0 | 2-2 | 3-0 | 3-1 | 0-2 |
| Dynamo Moscou                                              | 3-0 | 2-2 | 2-2 |     | 2-1 | 1-0 | 1-0 | 4-1 | 3-1 | 0-2 | 1-2 | 2-0 | 6-2 | 3-0 | 2-0 | 1-1 |
| FK Krasnodar                                               | 1-0 | 2-2 | 1-1 | 0-1 |     | 1-2 | 0-2 | 1-4 | 2-0 | 3-1 | 2-4 | 2-0 | 0-2 | 2-2 | 4-2 | 0-0 |
| Krylia Sovetov Samara                                      | 1-1 | 0-3 | 0-3 | 1-0 | 0-0 |     | 1-0 | 1-0 | 2-2 | 2-2 | 0-1 | 0-2 | 2-1 | 2-0 | 0-0 | 2-5 |
| Kouban Krasnodar                                           | 3-2 | 1-0 | 0-0 | 3-1 | 0-1 | 1-1 |     | 0-1 | 2-0 | 0-2 | 3-1 | 1-1 | 2-1 | 1-3 | 5-0 | 1-1 |
| Lokomotiv Moscou                                           | 4-0 | 1-2 | 1-1 | 3-2 | 1-0 | 0-0 | 2-1 |     | 1-1 | 1-1 | 0-2 | 3-1 | 4-0 | 3-0 | 1-0 | 4-2 |
| FK Rostov                                                  | 3-0 | 1-1 | 1-1 | 0-2 | 1-3 | 1-0 | 1-2 | 0-3 |     | 1-3 | 4-0 | 0-0 | 1-0 | 2-1 | 1-3 | 1-3 |
| Rubin Kazan                                                | 1-1 | 0-3 | 1-1 | 3-0 | 2-1 | 1-0 | 0-2 | 0-0 | 1-1 |     | 3-0 | 0-0 | 2-0 | 4-1 | 2-0 | 2-3 |
| Spartak Moscou                                             | 1-2 | 3-0 | 2-2 | 0-2 | 4-0 | 3-0 | 1-1 | 3-0 | 3-2 | 0-0 |     | 1-0 | 0-0 | 4-0 | 1-0 | 2-2 |
| Spartak Naltchik                                           | 2-1 | 1-1 | 0-2 | 2-3 | 2-2 | 1-0 | 0-1 | 1-2 | 0-1 | 0-1 | 1-1 |     | 2-2 | 1-2 | 1-1 | 2-2 |
| Terek Grozny                                               | 1-0 | 1-0 | 2-4 | 0-0 | 2-0 | 2-0 | 1-2 | 0-4 | 1-1 | 0-1 | 2-4 | 0-1 |     | 2-0 | 1-0 | 0-1 |
| Tom Tomsk                                                  | 0-0 | 0-0 | 1-1 | 0-2 | 0-4 | 1-1 | 0-1 | 2-2 | 1-1 | 0-2 | 1-1 | 0-2 | 0-1 |     | 0-3 | 2-1 |
| Volga Nijni Novgorod                                       | 0-0 | 1-2 | 0-2 | 3-0 | 0-2 | 2-0 | 0-1 | 0-0 | 0-1 | 1-0 | 0-2 | 1-0 | 3-1 | 2-0 |     | 0-2 |
| Zénith Saint-Pétersbourg                                   | 1-1 | 2-0 | 0-3 | 0-0 | 5-0 | 3-0 | 1-0 | 1-1 | 4-0 | 2-2 | 3-0 | 1-0 | 0-0 | 4-0 | 3-0 |     |
| - Victoire à domicile - Match nul - Victoire à l'extérieur |     |     |     |     |     |     |     |     |     |     |     |     |     |     |     |     |

- Le match Zénith Saint-Pétersbourg-CSKA Moscou se termine originellement par un match nul 1-1. Le Zénith se voit cependant infliger une défaite sur tapis vert 3-0 par la suite pour ne pas avoir aligné de joueur formé au club[3].

## Deuxième phase

### Groupe championnat

#### Classement
| Rang | Équipe                     | Pts | J  | G  | N  | P  | Bp | Bc | Diff |
| ---- | -------------------------- | --- | -- | -- | -- | -- | -- | -- | ---- |
| 1    | Zénith Saint-Pétersbourg T | 88  | 44 | 24 | 16 | 4  | 85 | 40 | +45  |
| 2    | Spartak Moscou             | 75  | 44 | 21 | 12 | 11 | 69 | 47 | +22  |
| 3    | CSKA Moscou                | 73  | 44 | 19 | 16 | 9  | 72 | 47 | +25  |
| 4    | Dynamo Moscou              | 72  | 44 | 20 | 12 | 12 | 66 | 50 | +16  |
| 5    | Anji Makhachkala           | 70  | 44 | 19 | 13 | 12 | 54 | 42 | +12  |
| 6    | Rubin Kazan C              | 68  | 44 | 17 | 17 | 10 | 55 | 41 | +14  |
| 7    | Lokomotiv Moscou           | 66  | 44 | 18 | 12 | 14 | 59 | 48 | +11  |
| 8    | Kouban Krasnodar P         | 61  | 44 | 15 | 16 | 13 | 50 | 45 | +5   |

Qualifications européennes
Ligue des champions 2012-2013
- Phase de groupes
- Troisième tour de qualification

Ligue Europa 2012-2013
- Barrages
- Troisième tour de qualification
- Deuxième tour de qualification

Abréviations
T : Tenant du titre

P : Promu de deuxième division

C : Vainqueur de la Coupe de Russie

#### Résultats
| Résultats (▼dom., ►ext.)                                   | Anj | Csk | Dyn | Kou | Lok | Rub | SpM | Zén |
| Anji Makhatchkala                                          |     | 2-1 | 0-1 | 2-0 | 3-1 | 3-1 | 0-0 | 0-2 |
| CSKA Moscou                                                | 0-0 |     | 1-1 | 0-0 | 0-2 | 1-2 | 2-1 | 2-2 |
| FK Dynamo Moscou                                           | 0-1 | 1-0 |     | 2-1 | 2-2 | 1-1 | 1-3 | 1-5 |
| Kouban Krasnodar                                           | 2-2 | 1-1 | 1-1 |     | 1-1 | 1-0 | 1-1 | 2-2 |
| Lokomotiv Moscou                                           | 1-0 | 0-3 | 0-2 | 2-0 |     | 0-0 | 0-2 | 0-1 |
| Rubin Kazan                                                | 1-0 | 3-1 | 2-0 | 1-1 | 0-0 |     | 1-1 | 2-2 |
| Spartak Moscou                                             | 0-3 | 1-2 | 1-1 | 2-0 | 2-0 | 2-0 |     | 1-2 |
| Zénith Saint-Pétersbourg                                   | 0-0 | 2-0 | 2-1 | 1-1 | 2-1 | 1-1 | 2-3 |     |
| - Victoire à domicile - Match nul - Victoire à l'extérieur |     |     |     |     |     |     |     |     |

### Groupe relégation

#### Classement
| Rang | Équipe                 | Pts | J  | G  | N  | P  | Bp | Bc | Diff |
| ---- | ---------------------- | --- | -- | -- | -- | -- | -- | -- | ---- |
| 9    | FK Krasnodar P         | 61  | 44 | 16 | 13 | 15 | 58 | 61 | -3   |
| 10   | Amkar Perm             | 55  | 44 | 14 | 13 | 17 | 40 | 51 | -11  |
| 11   | Terek Grozny           | 52  | 44 | 14 | 10 | 20 | 45 | 62 | -17  |
| 12   | Krylia Sovetov Samara  | 51  | 44 | 12 | 15 | 17 | 33 | 50 | -17  |
| 13   | FK Rostov              | 48  | 44 | 12 | 12 | 20 | 45 | 61 | -16  |
| 14   | Volga Nijni Novgorod P | 41  | 44 | 12 | 5  | 27 | 37 | 60 | -23  |
| 15   | Tom Tomsk              | 37  | 44 | 8  | 13 | 23 | 30 | 70 | -40  |
| 16   | Spartak Naltchik       | 34  | 44 | 7  | 13 | 24 | 39 | 60 | -21  |

Relégation
- Barrages de relégation
- Relégation en deuxième division

Abréviations
P : Promu de deuxième division

#### Résultats
| Résultats (▼dom., ►ext.)                                   | Amk | FKK | Kry | Ros | SpN | Ter | Tom | VNN |
| Amkar Perm                                                 |     | 2-2 | 2-1 | 1-0 | 1-0 | 2-0 | 0-0 | 4-1 |
| FK Krasnodar                                               | 0-1 |     | 0-2 | 1-0 | 3-2 | 1-3 | 3-1 | 2-1 |
| Krylia Sovetov Samara                                      | 2-1 | 1-1 |     | 2-1 | 1-0 | 1-1 | 1-0 | 1-0 |
| FK Rostov                                                  | 1-1 | 1-1 | 1-0 |     | 2-1 | 1-1 | 3-1 | 1-0 |
| Spartak Naltchik                                           | 1-2 | 3-3 | 0-0 | 2-2 |     | 3-0 | 0-2 | 3-0 |
| Terek Grozny                                               | 3-1 | 0-1 | 0-0 | 1-0 | 2-0 |     | 1-0 | 1-3 |
| Tom Tomsk                                                  | 0-0 | 0-0 | 0-0 | 2-1 | 1-1 | 3-0 |     | 1-0 |
| Volga Nijni Novgorod                                       | 1-2 | 1-2 | 0-0 | 2-0 | 1-0 | 1-3 | 2-0 |     |
| - Victoire à domicile - Match nul - Victoire à l'extérieur |     |     |     |     |     |     |     |     |

### Barrages de relégation
Le treizième et le quatorzième du championnat affrontent respectivement le quatrième et le troisième de la deuxième division à la fin de la saison dans le cadre d'un barrage aller-retour.
L'FK Rostov parvient à assurer son maintien en battant largement le Chinnik Iaroslavl à la faveur d'une victoire 3-0 à domicile suivi d'une autre victoire 1-0 à l'extérieur. De même pour le Volga Nijni Novgorod qui l'emporte également 2-1 chez lui contre l'autre club de la ville, le FK Nijni Novgorod, avant d'obtenir un match nul 0-0 chez son voisin lui permettant d'assurer son maintien.
| 18 mai 2012 | FK Rostov (D1)                          | 3 – 0 | (D2) Chinnik Iaroslavl | Olimp-2                                        |                                                |
|             | Cociș 8e · Kiritchenko 45e · Adamov 70e |       |                        | Spectateurs : 8 950 Arbitrage : Mikhaïl Vilkov | Spectateurs : 8 950 Arbitrage : Mikhaïl Vilkov |
|             | Rapport                                 |       |                        | Spectateurs : 8 950 Arbitrage : Mikhaïl Vilkov | Spectateurs : 8 950 Arbitrage : Mikhaïl Vilkov |

| 22 mai 2012 | Chinnik Iaroslavl (D2) | 0 – 1 | (D1) FK Rostov | Stade Chinnik                                        |                                                      |
|             |                        |       | Adamov 90e     | Spectateurs : 4 600 Arbitrage : Vladislav Bezborodov | Spectateurs : 4 600 Arbitrage : Vladislav Bezborodov |
|             | Rapport                |       |                | Spectateurs : 4 600 Arbitrage : Vladislav Bezborodov | Spectateurs : 4 600 Arbitrage : Vladislav Bezborodov |

| 18 mai 2012 | Volga Nijni Novgorod (D1) | 2 – 1 | (D2) FK Nijni Novgorod | Stade Lokomotiv                                       |                                                       |
|             | Maksimov 61e 65e          |       | Salouguine 32e         | Spectateurs : 7 150 Arbitrage : Aleksei Nikolaev (en) | Spectateurs : 7 150 Arbitrage : Aleksei Nikolaev (en) |
|             | Rapport                   |       |                        | Spectateurs : 7 150 Arbitrage : Aleksei Nikolaev (en) | Spectateurs : 7 150 Arbitrage : Aleksei Nikolaev (en) |

| 22 mai 2012 | FK Nijni Novgorod (D2) | 0 – 0 | (D1) Volga Nijni Novgorod | Stade Severnyi                                     |                                                    |
|             | Salouguine 90e         |       |                           | Spectateurs : 3 100 Arbitrage : Maksim Laïouchkine | Spectateurs : 3 100 Arbitrage : Maksim Laïouchkine |
|             | Rapport                |       |                           | Spectateurs : 3 100 Arbitrage : Maksim Laïouchkine | Spectateurs : 3 100 Arbitrage : Maksim Laïouchkine |

## Statistiques
| Rang | Joueur             | Équipe                   | Buts | Pen. |
| ---- | ------------------ | ------------------------ | ---- | ---- |
| 1    | Seydou Doumbia     | CSKA Moscou              | 28   | 2    |
| 2    | Aleksandr Kerjakov | Zénith Saint-Pétersbourg | 23   | 3    |
| 3    | Lacina Traoré      | Kouban Krasnodar         | 18   | 4    |
| 4    | Yura Movsisyan     | FK Krasnodar             | 14   | 5    |
| 5    | Emmanuel Emenike   | Spartak Moscou           | 13   | 0    |
| 5    | Kevin Kurányi      | Dynamo Moscou            | 13   | 0    |
| 7    | Samuel Eto'o       | Anji Makhatchkala        | 13   | 2    |
| 8    | Igor Semchov       | Dynamo Moscou            | 12   | 0    |
| 9    | Danko Lazović      | Zénith Saint-Pétersbourg | 12   | 3    |

| Rang | Joueur             | Club                     | Passes |
| ---- | ------------------ | ------------------------ | ------ |
| 1    | Aleksandr Samedov  | Dynamo Moscou            | 12     |
| 2    | Danny              | Zénith Saint-Pétersbourg | 10     |
| 2    | Alan Dzagoïev      | CSKA Moscou              | 10     |
| 2    | Joãozinho          | FK Krasnodar             | 10     |
| 2    | Aiden McGeady      | Spartak Moscou           | 10     |
| 2    | Andriy Voronin     | Dynamo Moscou            | 10     |
| 7    | Seydou Doumbia     | CSKA Moscou              | 9      |
| 7    | Bibras Natkho      | Rubin Kazan              | 9      |
| 9    | Aleksandr Kerjakov | Zénith Saint-Pétersbourg | 8      |
| 9    | Artyom Dziouba     | Spartak Moscou           | 8      |

## Les 33 meilleurs joueurs de la saison
À l'issue de la saison, la fédération russe de football désigne les 33 meilleurs joueurs du championnat (ru).
Gardien
1. Viatcheslav Malafeïev (Zénith Saint-Pétersbourg)
2. Igor Akinfeïev (CSKA Moscou)
3. Anton Chounine (Dynamo Moscou)

Arrière droit
1. Aleksandr Anioukov (Zénith Saint-Pétersbourg)
2. Alexeï Bérézoutski (CSKA Moscou)
3. Roman Chichkine (Lokomotiv Moscou)

Défenseur central droit
1. Sergueï Ignachevitch (CSKA Moscou)
2. Tomáš Hubočan (Zénith Saint-Pétersbourg)
3. Taras Burlak (Lokomotiv Moscou)

Défenseur central gauche
1. Nicolas Lombaerts (Zénith Saint-Pétersbourg)
2. Vassili Bérézoutski (CSKA Moscou)
3. Salvatore Bocchetti (Rubin Kazan)

Arrière gauche
1. Domenico Criscito (Zénith Saint-Pétersbourg)
2. Cristian Ansaldi (Rubin Kazan)
3. Vladimir Granat (Dynamo Moscou)

Milieu défensif
1. Igor Denissov (Zénith Saint-Pétersbourg)
2. Denis Glouchakov (Lokomotiv Moscou)
3. Bibras Natkho (Rubin Kazan)

Milieu droit
1. Aleksandr Samedov (Dynamo Moscou)
2. Aiden McGeady (Spartak Moscou)
3. Gökdeniz Karadeniz (Rubin Kazan)

Milieu central
1. Roman Chirokov (Zénith Saint-Pétersbourg)
2. Alan Dzagoïev (CSKA Moscou)
3. Mbark Boussoufa (Anji Makhatchkala)

Milieu gauche
1. Iouri Jirkov (Anji Makhatchkala)
2. Danny (Zénith Saint-Pétersbourg)
3. Dmitri Kombarov (Spartak Moscou)

Attaquant droit
1. Aleksandr Kerjakov (Zénith Saint-Pétersbourg)
2. Samuel Eto'o (Anji Makhatchkala)
3. Emmanuel Emenike (Spartak Moscou)

Attaquant gauche
1. Seydou Doumbia (CSKA Moscou)
2. Lacina Traoré (Kouban Krasnodar)
3. Andriy Voronin (Dynamo Moscou)

## Bilan
| Championnat de Russie de football 2011-2012 |                                     |
| Champion                                    | Zénith Saint-Pétersbourg (3e titre) |
| Dauphin                                     | Spartak Moscou                      |
| Coupes et trophées                          |                                     |
| Vainqueur de la Coupe de Russie 2011-2012   | Rubin Kazan                         |
| Qualifications continentales                |                                     |
| Ligue des champions 2012-2013               | Zénith Saint-Pétersbourg            |
| Ligue des champions 2012-2013               | Spartak Moscou                      |
| Ligue Europa 2012-2013                      | CSKA Moscou                         |
| Ligue Europa 2012-2013                      | Rubin Kazan                         |
| Ligue Europa 2012-2013                      | Dynamo Moscou                       |
| Ligue Europa 2012-2013                      | Anji Makhachkala                    |
| Promotions et relégations                   |                                     |
| Promus en première division                 | Mordovia Saransk                    |
| Promus en première division                 | Alania Vladikavkaz                  |
| Relégués en deuxième division               | Tom Tomsk                           |
| Relégués en deuxième division               | Spartak Naltchik                    |